# Tangqung Co
Tangqung Co (kinesiska: Dangqiong Cuo, 当穹错) är en sjö i Kina. Den ligger i den autonoma regionen Tibet, i den sydvästra delen av landet, omkring 390 kilometer nordväst om regionhuvudstaden Lhasa. Trakten runt Tangqung Co består i huvudsak av gräsmarker.
Genomsnittlig årsnederbörd är 542 millimeter. Den regnigaste månaden är juli, med i genomsnitt 166 mm nederbörd, och den torraste är december, med 13 mm nederbörd.